# Splisshorn
Ein Splisshorn, auch Spleißhorn genannt, war ein als Gefäß zum Mitführen von Talg benutztes Kuhhorn. Das Splisshorn wurde am Gurt getragen und war neben Messer und dem Marlspieker, dessen Spitze vor dem Gebrauch mit Talg eingefettet wurde, das Handwerkzeug der Takler und Matrosen. Im Horn wurden, in den Talg eingesteckt, meist auch einige dreikantige Nadeln (Segelnadeln für Arbeiten an Tauwerk und Segeln) mitgeführt. Der Talg fettete die Nadeln und verhütete nebenbei auch deren Rosten.
Heutiges Tauwerk besteht in aller Regel aus Kunstfasern oder Draht und benötigt keinen Talg zum Geschmeidigmachen mehr.